# Alan T. Waterman Award
Der Alan T. Waterman Award ist ein Preis der National Science Foundation für Nachwuchswissenschaftler. Er wird jährlich vergeben, und der Preisträger erhält 1 Million Dollar für Forschung an einer Institution seiner Wahl über 5 Jahre. Er wurde zuerst 1976 vergeben und ist nach dem ersten NSF-Direktor Alan T. Waterman benannt.
Der Preisträger muss US-Bürger sein oder ständige Aufenthaltsgenehmigung in den USA haben, muss jünger als 40 Jahre sein oder die Promotion darf nicht mehr als 10 Jahre zurückliegen.

## Preisträger
- 1976 Charles Fefferman, Mathematik
- 1977 J. William Schopf, Paläontologie
- 1978 Richard A. Muller, Astrophysik, Physik
- 1979 William Thurston, Mathematik
- 1980 Roy Schwitters, Physik
- 1981 W. Clark Still, Organische Chemie
- 1982 Richard Axel, Gentechnik
- 1983 Corey S. Goodman, Neurobiologie
- 1984 Harvey Friedman, Mathematische Logik
- 1985 Jacqueline Barton, Bioorganische Chemie
- 1986 Edward Witten, Physik
- 1987 Lawrence H. Summers, Wirtschaftswissenschaft
- 1988 Peter G. Schultz, Chemie
- 1989 Richard H. Scheller, Gentechnik
- 1990 Mark E. Davis, Chemie
- 1991 Herbert Edelsbrunner, Informatik (Computational Geometry)
- 1992 Shrinivas Kulkarni, Astrophysik
- 1993 Deborah L. Penry, Chemie, Meeresbiologie
- 1994 Gang Tian, Mathematik
- 1995 Matthew P. A. Fisher, Physik
- 1996 Robert M. Waymouth, Chemie
- 1997 Eric Allin Cornell, Physik
- 1998 Christopher C. Cummins, Chemie
- 1999 Chaitan Khosla, Chemie
- 2000 Jennifer A. Doudna, Biochemie
- 2001 Vahid Tarokh, Breitbandnetze
- 2002 Erich Jarvis, Neurowissenschaften
- 2003 Angelika Amon, Molekularbiologie
- 2004 Kristi Anseth, Bioingenieurwesen
- 2005 Dalton Conley, Soziologie
- 2006 Emmanuel Candès, Mathematik
- 2007 Peidong Yang, Nanotechnik
- 2008 Terence Tao, Mathematik
- 2009 David Charbonneau, Astrophysik (Exoplaneten)
- 2010 Subhash Khot, Informatik
- 2011 Casey W. Dunn, Evolutionsbiologe
- 2012 Robert Wood, Robotik, Scott Aaronson, Computer-Grenzen
- 2013 Mung Chiang, Elektrotechnik, WLAN
- 2014 Feng Zhang, Gentechnik
- 2015 Andrea Alù, Metamaterialien
- 2016 Mircea Dincă, mikroporöse Materialien
- 2017 Baratunde A. Cola, Ingenieurwesen im Nanotechnologiebereich, John V. Pardon, Mathematik
- 2018 Kristina R. Olson, Entwicklungspsychologie
- 2019 Jennifer Dionne, Materialwissenschaften, Mark Braverman, Informatik
- 2020 Emily Balskus, Biochemie, John O. Dabiri, Strömungsmechanik
- 2021 Melanie Matchett Wood, Mathematik, Nicholas Carnes, Sozialwissenschaften
- 2022 Jessica E.Tierney, Geowissenschaft, Daniel B. Larremore, Computerwissenschaft, Lara A. Thompson, Biomedizin. Ingenieurwesen
- 2023 Natalie S. King, STEM-Ausbildung, Asegun Henry, Physik, William Anderegg, Ökologie
- 2024 Muyinatu A. Lediju Bell, Biotechnologie, Katrina G. Claw, Genetik Rebecca Kramer-Bottiglio, Robotik